# Sagunto (1869)
La fragata blindada Sagunto fue un buque blindado de la Armada Española construido en Ferrol. Recibía su nombre en memoria de la batalla de Sagunto.

## Diseño

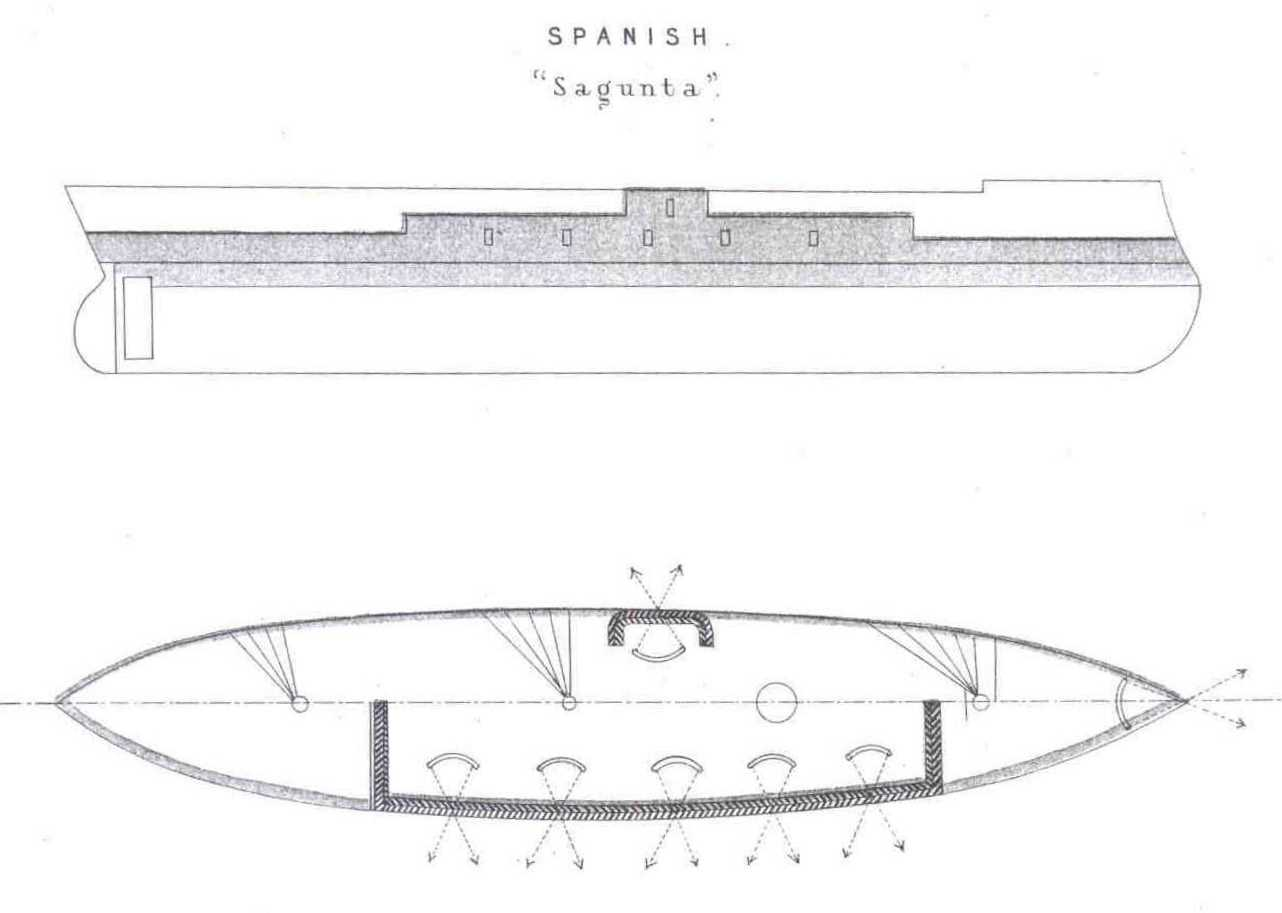
Plano y alzado derecho del Sagunto; las áreas sombreadas muestran protección de armadura.

El casco de madera estaba protegido con coraza de hierro de 150 mm, que cubría la parte inferior del casco bajo la línea de flotación hasta por encima de esta y formaba sobre la misma un reducto blindado. 
Proyectado como fragata de hélice de 100 cañones con el nombre de Príncipe Alfonso, su quilla se puso en grada en 1858. En 1860 se decidió transformarla en fragata blindada.  
Durante la revolución de septiembre de 1868 recibió su nuevo nombre de Sagunto, aunque fugazmente llevó el nombre de Amadeo I durante su construcción, ostentando tal nombre hasta la abdicación del monarca, en febrero de 1873, recuperando finalmente el nombre de Sagunto. 
La transformación costó 1.401.151 pesetas.

## Historial
Estando inacabada, su tripulación se adhirió a la insurrección del brigadier Pozas en Ferrol el 11 de octubre de 1872 con las dotaciones de otras unidades. En 1877 fue incorporada al servicio activo, teniendo una vida corta y poco movida. En 1887 fue declarada inútil para el servicio. Se usó como pontón hasta 1896, año en que fue vendida para desguace.